# Yukitoshi Itō
Yukitoshi Itō (伊東 幸敏?, Itō Yukitoshi; Shizuoka, 3 settembre 1993) è un ex calciatore giapponese, di ruolo difensore.

## Carriera
Nel gennaio 2022 si trasferisce all'Oita Trinita.

## Palmarès

### Club

#### Competizioni nazionali
- J1 League: 1

Kashima Antlers: 2016
- Coppa J. League: 2

Kashima Antlers: 2012, 2015
- Coppa dell'Imperatore: 1

Kashima Antlers: 2016
- Supercoppa del Giappone: 1

Kashima Antlers: 2017

#### Competizioni internazionali
- AFC Champions League: 1

Kashima Antlers: 2018